# Луций Процилий
Лу́ций Проци́лий (лат. Lucius Procilius; умер после 54 года до н. э.) — римский государственный и политический деятель из плебейского рода Процилиев, народный трибун 56 года до н. э.

## Биография
Луций Процилий принадлежал к незнатному плебейскому роду и был homo novus. Процилии происходили из небольшого городка Ланувий, неподалёку от Рима. Ланувий был славен своей священной рощей, посвящённой Юноне Соспите.
Его родной отец, носивший такой же преномен, в 80 году до н. э. чеканил монету, несущую на аверсе изображение Юноны Соспиты. Стоит также отметить точное сходство изображений с культовой статуей Юноны, найденной в Ланувии и в настоящее время находящейся в Ватиканских музеях. После магистратуры монетария Луций Процилий-старший отошёл от политической деятельности и занялся историей, став одним из знаменитых антикваров своего времени. Его произведения обильно цитировались современниками и потомками; среди почитателей трудов Процилия были Теренций Варрон и Марк Туллий Цицерон, близко знавшие его, а также Плиний Старший.
Сын антиквара, напротив, занялся политической деятельностью. В 59 году до н. э. он стал квестором, а тремя годами позднее — народным трибуном. Однако, его дальнейшее продвижение по ступеням cursus honorum оказалось неудачным: летом 54 года до н. э. Процилий-младший был обвинён Клодием в подкупе избирателей на преторских выборах, осуждён и был вынужден удалиться в изгнание. После этих событий имя Луция Процилия уже не встречается в источниках.